# Anny Ondra
Anny Ondra (Tarnów, 15 de maio de 1902 – Hollenstedt, 28 de fevereiro de 1987) foi uma atriz tcheca na transição do cinema mudo e sonoro.
Filha de um coronel do exército Austro-Húngaro, passou a infância em Praga onde estudou interpretação. Foi descoberta aos 16 anos pelo diretor Carl Lamac; iniciou nos anos 20 em comédias no cinema da Checoslováquia, Áustria e Alemanha; além de alguns dramas ingleses, mais notadamente The Manxman de 1929, e Blackmail, o primeiro filme sonoro do diretor Alfred Hitchcock também de 1929. Ondra foi dublada pela atriz Joan Barry em Chantagem e Confissão pelo seu forte sotaque.
Fundou uma produtora com seu ex-marido o diretor Carl Lamac, a Ondra-Lamac films. A atriz atuou em mais de 40 filmes e produziu vários outros até seu afastamento no final dos anos 30 pela guerra e o nazismo.
Casou-se em 6 de julho de 1933 com então campeão alemão de boxe Max Schmeling. Ela e o pugilista haviam se conhecido no set de filmagem de Liebe im Ring (Amor no Ringue) de 1930, na qual Schmeling atuava. Nunca tiveram filhos, mas Ondra relatou ter sofrido um aborto em um acidente de carro.  A união durou 54 anos.
Seu último filme foi “Die Zürcher Verlobung” (The Affairs of Julie) de 1957, na qual interpretava ela mesma.
Recebeu a Filmband in Gold (Fita de Filme de Ouro) no Deutscher Filmpreis (Prêmio de Cinema Alemão) de 1970 na categoria "trabalho de longa data e excelência na cinematografia alemã".
Faleceu em 1987 vítima de um derrame; foi sepultada no cemitério Saint Andreas Friedhof em Hollenstedt.
Sua relação com Schmeling foi representada no filme biográfico Max Schmeling lançado em 2010.

## Filmografia
| Ano  | Título                                              | Papel           | Notas                              |
| ---- | --------------------------------------------------- | --------------- | ---------------------------------- |
| 1920 | Gilly zum ersten Mal in Prag (Gilly poprvé v Praze) |                 |                                    |
| 1922 | Zigeunerliebe                                       |                 |                                    |
| 1922 | Führe uns nicht in Versuchung                       |                 |                                    |
| 1926 | Trude, die Sechzehnjährige                          |                 |                                    |
| 1926 | Die Pratermizzi                                     |                 |                                    |
| 1928 | Evas Töchter - Das Paradies von heute               |                 |                                    |
| 1928 | Der erste Kuß                                       |                 |                                    |
| 1929 | Der Mann von der Insel Man (The Manxman)            |                 |                                    |
| 1929 | Erpressung (Blackmail)                              | Alice White     |                                    |
| 1929 | Sündig und süß                                      |                 |                                    |
| 1929 | Die Kaviarprinzessin                                |                 |                                    |
| 1930 | The Great Longing                                   |                 |                                    |
| 1930 | Die vom Rummelplatz                                 |                 |                                    |
| 1930 | Eine Freundin, so goldig wie Du                     |                 |                                    |
| 1932 | Kiki                                                |                 |                                    |
| 1933 | Fräulein Hoffmanns Erzählungen                      |                 |                                    |
| 1933 | Das verliebte Hotel                                 |                 |                                    |
| 1934 | Polenblut (i.e. Polish Blood)                       | Helena Zaremba  |                                    |
| 1934 | Klein Dorrit                                        |                 |                                    |
| 1935 | Knock-out                                           | Marianne Plümke | junto com seu marido Max Schmeling |
| 1935 | Großreinemachen                                     |                 |                                    |
| 1935 | Der junge Graf                                      |                 |                                    |
| 1936 | Donogoo Tonka                                       |                 |                                    |
| 1936 | Flitterwochen                                       |                 |                                    |
| 1937 | Vor Liebe wird gewarnt                              |                 |                                    |
| 1937 | Der Scheidungsgrund                                 |                 |                                    |
| 1937 | Der Unwiderstehliche                                |                 |                                    |
| 1938 | Narren im Schnee                                    |                 |                                    |
| 1941 | Der Gasmann                                         | Erika Knittel   | junto com Heinz Rühmann            |
| 1942 | Himmel, wir erben ein Schloß                        |                 |                                    |
| 1951 | Schön muß man sein                                  |                 |                                    |
| 1957 | Die Zürcher Verlobung                               |                 |                                    |